# Hawker Siddeley Nimrod
Hawker Siddeley Nimrod är ett marint patrullflygplan och ubåtsjaktflygplan utvecklat av Hawker Siddeley under 1960-talet. Nimrod är baserat på passagerarflygplanet de Havilland Comet, men med omfattande modifieringar.

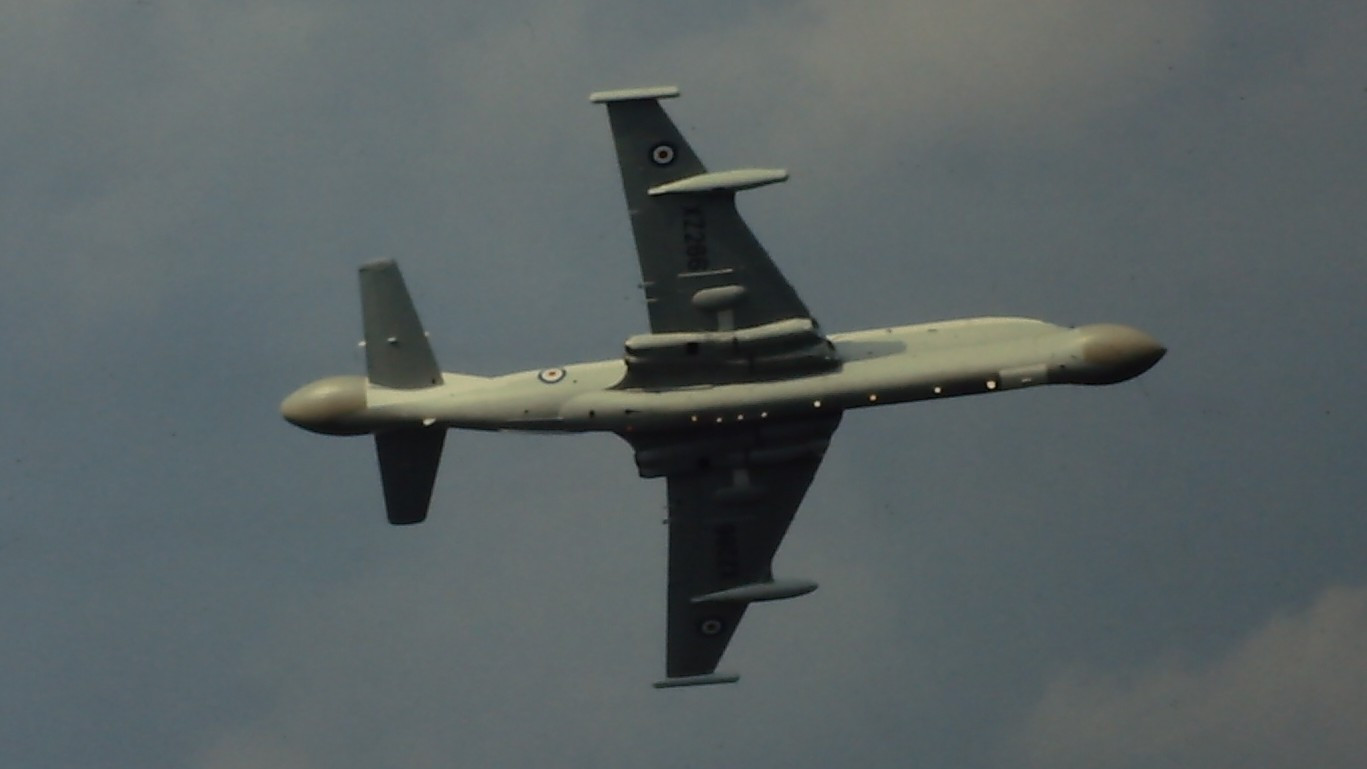
Nimrod AEW.3

## Utveckling
Utvecklingen av Nimrod påbörjades 1964 för att ersätta Avro Shackleton i rollen som marinspanings- och ubåtsjaktflygplan. Som grundkonstruktion valde man att arbeta vidare på de Havilland Comet 4. Förändringarna innebar bland annat nya motorer, förlängd nos för en stor ytspaningsradar, internt bombutrymme för torpeder och sjunkbomber samt diverse utbyggnader för magnetometer och elektronisk spaningsutrustning. I maj 1967 beställde RAF 46 stycken flygplan och de första togs i tjänst i oktober 1969. Endast 43 stycken kom att levereras. De sista tre blev i stället provbänkar för versionen Nimrod AEW.3.
I maj 1974 beställdes ytterligare tre Nimrod-flygplan, fast utan ubåtsjaktutrustning. Dessa flygplan som fick beteckningen Nimrod R.1 var i stället renodlade signalspaningsflygplan.
År 1975 påbörjades uppgraderingsprogrammet MR.2 som innebar att flygplanen utrustades med den kraftiga EMI Searchwater-radarn, kraftfullare centralprocessor för signalbehandling av data från sonarbojar och modernare signalspaningsutrustning. Total 35 flygplan konverterades. I samband med Falklandskriget fick flygplanen också lufttankningsbom och två vapenbalkar med möjlighet att bära jaktroboten AIM-9 Sidewinder. Det kan förefalla märkligt att ett så stort och klumpigt flygplan som Nimrod utrustades med jaktrobotar, men de var avsedda att användas mot andra marinspaningsplan, framför allt Argentinska flygvapnets Boeing 707:or som skuggade de brittiska flottstyrkorna. FLIR tillkom under Gulfkriget.
Ungefär samtidigt som MR.2 påbörjades ett projekt att konstruera ett AWACS-flygplan baserat på Nimrod. Flygplanen som fick beteckningen AEW.3 utrustades med två stora Marconi-radar, en i nosen och en i stjärten. Radarbilderna skulle sedan bearbetas och sammanfogas av den då kraftfulla datorn GEC 4080M. Tekniska problem och skenande kostnader gjorde dock att Storbritanniens försvarsministerium avbröt projektet i december 1986. Storbritannien köpte i stället in amerikanska Boeing E-3 Sentry.
Det sista försöket att modernisera Nimrod-flottan påbörjades i december 1996. Förbättringar var bland annat nya motorer, nya vingar, modernare styrsystem och nya vapen. Den ursprungliga beställningen var på 21 flygplan, men den skars ner stegvis till nio innan projektet avbröts.

## Konstruktion
Nimrod var det första marinspaningsplan som var helt jetdrivet. Tidigare marinspaningsplan var propellerdrivna för att maximera bränsleekonomin vid patrullering i låg hastighet på låg höjd. Nimrods jetmotorer var å andra sidan effektivare på hög höjd. Det gjorde att Nimrod snabbare kunde nå sitt patrullområde och förbrukade mindre bränsle under transporten. För att minska bränsleåtgången vid låg fart flög Nimrod på endast de inre motorerna under själva patrullen.

## Användning
Nimrod-flygplanen användes första gången i en internationell konflikt under Torskkrigen där de med radar bevakade de omstridda vattnen för att följa den isländska kustbevakningens och fiskeflottans fartyg.
Under Falklandskriget fyllde Nimrod-flygplanen en viktig roll i och med att de var de enda flygplan som hade tillräckligt lång räckvidd för att kunna genomföra patruller i närheten av Falklandsöarna från flygbasen på Ascension. Möjligheten att lufttanka gav Nimrod-flygplanen ännu längre räckvidd; Den 15 maj 1982 genomfördes en över 19 timmar lång patrullering längs den argentinska kusten.
Under Gulfkriget patrullerade tre Nimrod-flygplan baserade i Oman över Omanbukten och Persiska viken. Med sin kraftfulla radar kunde de lätt upptäcka irakiska patrullbåtar och leda in flyganfall mot dessa. Sexton irakiska fartyg ska ha sänkts på detta sätt.
Inför invasionen av Afghanistan 2001 baserades Nimrod-flygplan åter igen i mellanöstern, den här gången för att bedriva signalspaning över land. I och med Irakkriget 2003 utvidgades patrullområdet till att även omfatta Irak.
Den sista insatsen gjordes under sommaren 2011 för att understödja den internationella militärinsatsen i Libyen. En Nimrod R.1, som var den sista Nimroden i tjänst, baserades i Limassol på Cypern och bedrev signalspaning över Medelhavet och Sidrabukten.

## Varianter
- MR.1 – Första produktionsserien med i stort sett samma sensoruppsättning som de Avro Shackleton-flygplan som de ersatte. 43 byggda.
- MR.2 – Moderniserad version med nya radar, ny centralprocessor och ny signalspaningsutrustning. 35 ombyggda från MR.1.
- MR.2P – MR.2 försedda med lufttankningsbom. När samtliga MR.2 försetts med bom avskaffades beteckningen.
- R.1 – Renodlade signalspaningsflygplan utan ubåtsjaktutrustning. Tre byggda.
- AEW.3 – AWACS-flygplan med Marconi-radar i nosen och stjärten. Tre ombyggda från MR.1 men aldrig tagna i tjänst.
- MRA.4 – Uppgraderad version med nya motorer och nya vingar. En prototyp byggd.